# Chicken fried steak

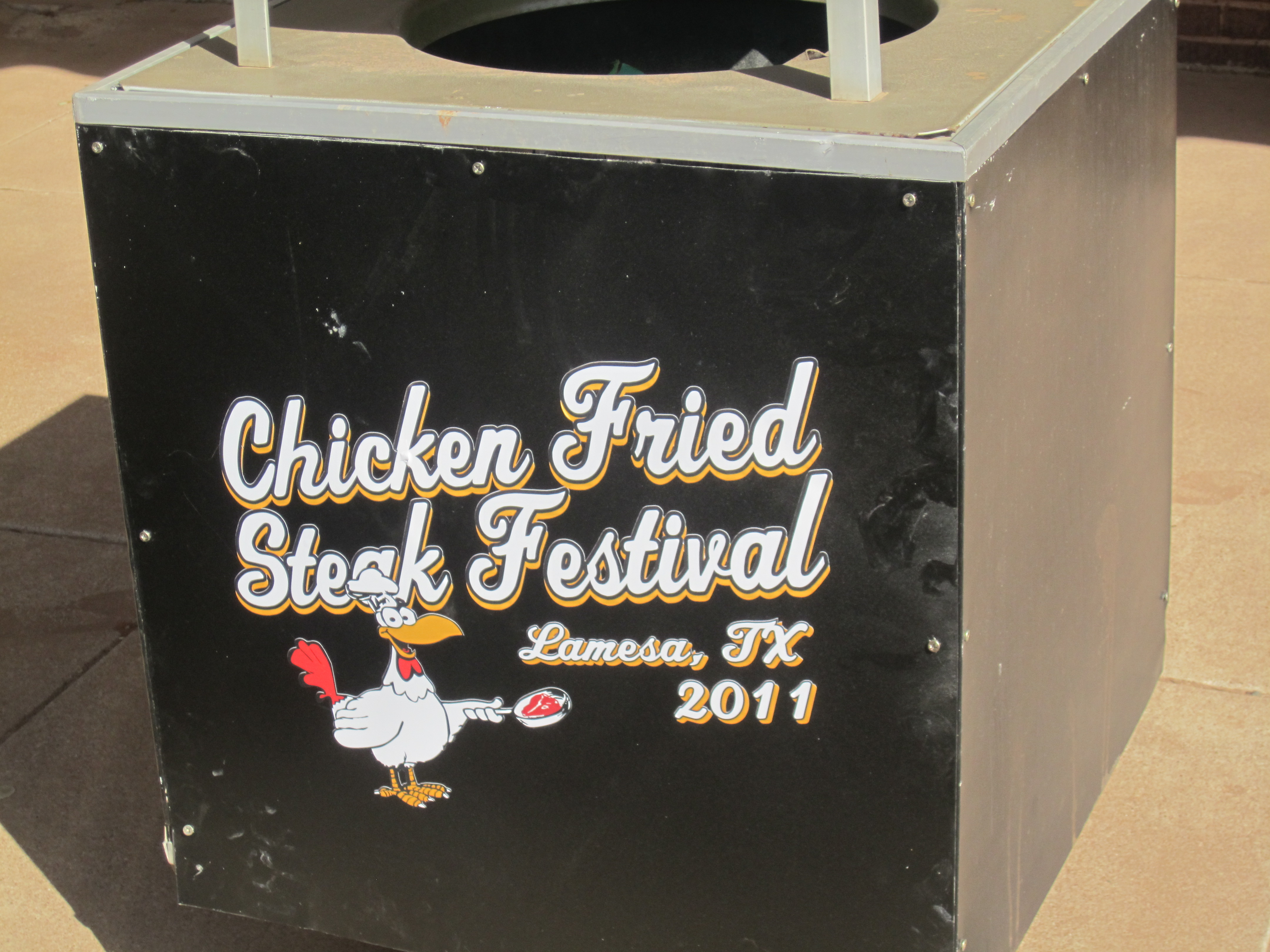
Lamesa, au Texas, accueille un festival annuel du chicken fried steak.

Le chicken fried steak est un plat américain de steak (« cube steak », morceau plat de la partie arrière du bœuf et attendri) roulé dans la farine et frit. C'est un plat représentatif de la Southern cuisine. Le chicken fried steak est semblable au country fried steak mais n'est pas le même. 
Le chicken fried steak est similaire au Wiener Schnitzel (escalope viennoise) et à la milanesa.

## Histoire
Son origine est incertaine, mais il est probable que ce plat est un apport des immigrants allemands et autrichiens au Texas durant le XIXe siècle. Lamesa, le siège du comté de Dawson dans les plaines du sud du Texas, revendique la paternité du chicken fried steak, et le célèbre tous les ans.

## Préparation

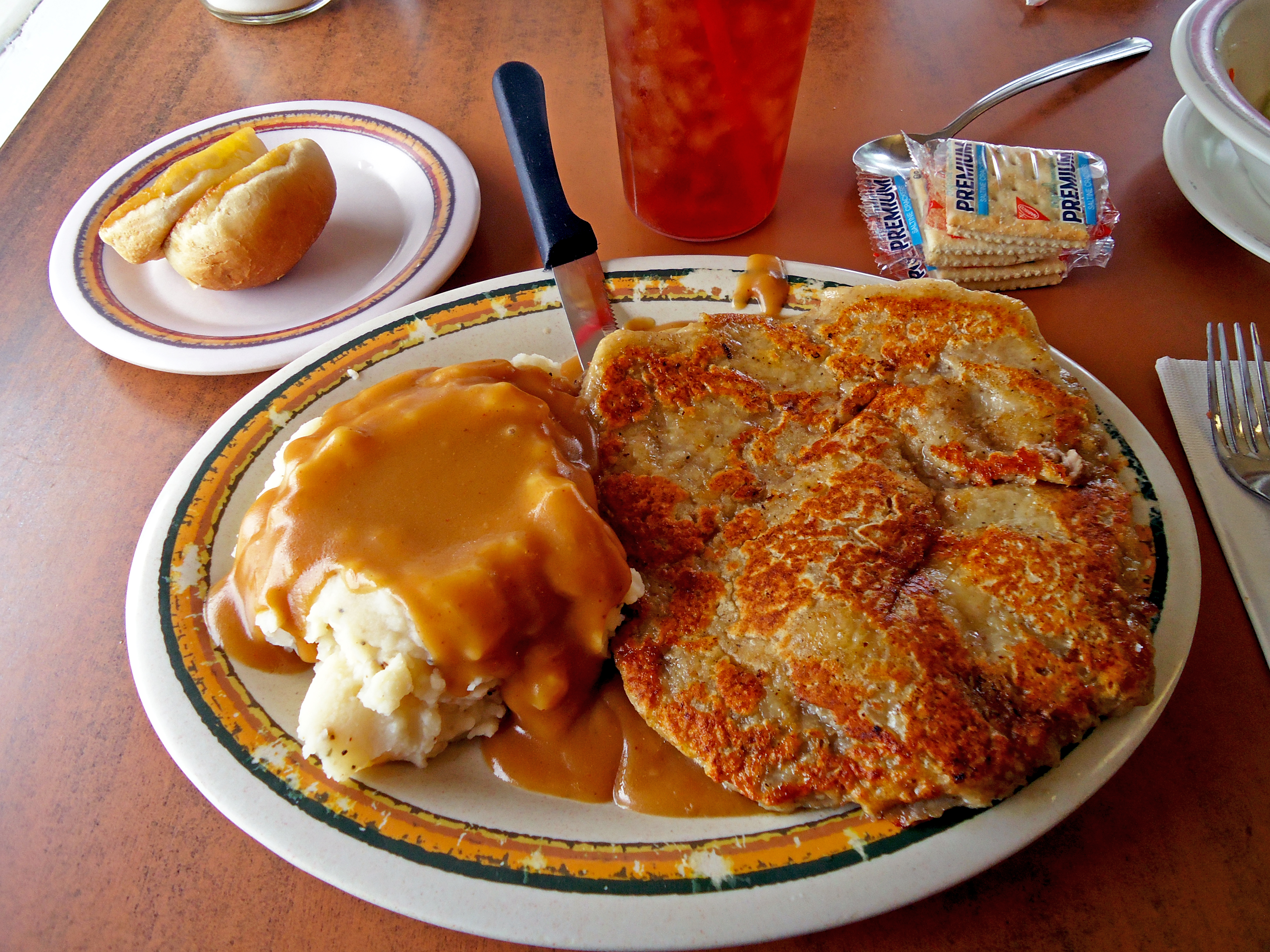
Un chicken fried steak accompagné de purée de pomme de terre et de sauce (gravy).

Le chicken fried steak est une fine tranche de bœuf attendrie. Elle est ensuite roulée dans de l’œuf battu puis de la farine assaisonnée de sel, de poivre noir, et parfois d'autres épices. Le bœuf est ensuite frit.
Les morceaux de bœuf généralement choisis sont les moins chers ou les moins prisés, tels que l'épaule, la culotte ou le flanchet. Lorsque de la viande hachée est utilisée, le plat est appelé « chuckwagon ». Le chicken fried steak est habituellement servi au déjeuner ou au dîner avec une sauce à la crème et de la purée de pommes de terre, des légumes, et des biscuits. Dans le Midwest, il peut aussi être consommé au petit déjeuner, avec du pain et des galettes de pomme de terre.
En s'inspirant de cette recette, il n'est pas rare de voir se substituer au bœuf d'autres viandes telles que le poulet, le porc, ou le buffle (alors appelé chicken fried buffalo steak).